# Lysianopsis alba
Lysianopsis alba är en kräftdjursart som beskrevs av Edward Morell Holmes 1903. Lysianopsis alba ingår i släktet Lysianopsis och familjen Lysianassidae. Inga underarter finns listade i Catalogue of Life.